# 森かれん
森 かれん（もり かれん、1990年〈平成2年〉2月11日 - ）は、日本の政治家。京都市会議員（2期）。地域政党京都党政務調査会長。京都府京都市上京区出身。

## 経歴

### 前史
京都市立翔鸞小学校、京都市立衣笠中学校を卒業する。京都府立朱雀高等学校普通科に入学する。高校は全日制のほかに通信制や定時制もあり、さまざまな事情を抱えた生徒を受け入れる自由な校風だった。不登校の生徒や保健室通いで教室に来られない生徒の姿を目の当たりにして、森は「学校に行けない時期があっても、やり直すチャンスが必要。学校は生徒の将来設計を決めるいろいろな選択肢を与える場であるべき。」という思いを持ったという。その後、同志社大学政策学部に入学する。大学生の時は社会科教員を目指しており、学業の傍ら吹奏楽部に入部し交友関係にも恵まれた。

### 政界入りを志す
大学卒業後、堀場雅夫が最高顧問を務める堀場製作所に入社する。大学時代に所属していた野間敏克教授のゼミの先輩に、江村理紗市議と中島拓哉元市議（当時現職）がいた事から、2人の勧めにより一年間村山祥栄政治塾に参加する。入塾当初から政治家を意識したわけではないが、当時党代表であった村山祥栄前市議（当時現職）たちが議員定数削減や京都市の財政改革について熱心に語り合う姿を目の当たりにして「京都の現状を変えられるのではないか」と思うようになり、議員を志したという。
選挙に際しては、当時勤めていた堀場製作所には「特別無給休暇」という制度があったため、その制度を利用して立候補する。選挙戦では母親がマイクを握って選挙カーから支援を訴え、大学の後輩らがスタッフとなって手作り選挙を繰り広げた。上京区選挙区は定数4に5人が立候補しており、森以外の候補者4人は全て既成政党が公認する現職候補であった。現職4人に新人である森が挑む厳しい選挙戦となったが、草の根で支援が広がり、4,227票を獲得し最下位当選で滑り込んだ。当時25歳2カ月での当選は京都市議の史上最年少タイ記録であり、京都市会初の平成生まれの議員となった。

### 京都市議当選後
2016年（平成28年）2月27日に党総務会長に就任する。財政基盤が脆弱である京都市への予算の確保策として、法定外新税である宿泊税の導入を提唱する。その導入プランの一つとして欧州で導入されている5つ星制でのホテルの格付け制度を導入し自治体評価による星の数に応じた宿泊税課税を調査した。この調査に際しては、村山と共同で実際にイタリアミラノ市で現地調査を行い、宿泊税課税により宿泊客が減少したことが無いこと、格付け制度と宿泊税を組み合わせることでより多くの税収が見込めることを報告した。この調査報告の内容が高く評価され、2016年（平成28年）11月に、ローカル・マニフェスト推進連盟の主催する第11回マニフェスト大賞の政策提言賞優秀賞を村山と共同受賞した。
2019年（平成31年）4月7日に行われた第19回統一地方選挙における京都市議会議員選挙でも4,999票を獲得し再選する。同年8月には、党政務調査会長へ昇格する。また、妊娠中も精力的に議会活動に取り組み、2019年（令和元年）の11月議会本会議では森の申し出により、着席したまま挙手で採決に参加することが議長より許可された。また、11月4日に行われた代表質問でも飲料水の持ち込みが認められた。いずれも妊娠を理由とした許可は京都市会では初めてであった。